# Hipparchia cypriensis
Hipparchia cypriensis är en fjärilsart som beskrevs av Holik 1949. Hipparchia cypriensis ingår i släktet Hipparchia och familjen praktfjärilar. Inga underarter finns listade i Catalogue of Life.
Arten förekommer endemisk på Cypern. Den lever i låglandet och i bergstrakter upp till 1700 meter över havet. Habitatet varierar mellan buskskogar, trädgrupper, klippiga regioner och trädgårdar. Individerna hittas vanligen på gräs.
För beståndet är inga hot kända. Hela populationen anses vara stabil. IUCN kategoriserar arten globalt som livskraftig.